# Eric Sos Andreu
Eric Sos Andreu (Castellón, 8 de marzo de 1993) es un jugador de ajedrez de España que tiene el título de Maestro Internacional de la FIDE desde 2017. En la lista de Elo de la Federación Internacional de Ajedrez (FIDE) de septiembre de 2014 tenía un Elo de 2401 puntos, puntuación más alta alcanzada en la historia por un ajedrecista de la provincia de Castellón (España).

## Trayectoria
Eric Sos empezó a jugar al ajedrez a los 13 años.
Su rápida progresión le llevó a conseguir en 2013 el título de Maestro FIDE, siendo el jugador más joven de la provincia de Castellón en conseguirlo, y el segundo en la historia de la provincia, después de José Roca Galarza.
En 2014 llegó a los 2401 puntos de ELO FIDE, puntuación más alta alcanzada de la historia por un ajedrecista de la provincia de Castellón, con su histórico 9º puesto en el Campeonato Iberoamericano de ajedrez. En este torneo consiguió su primera norma de Gran Maestro Internacional de ajedrez.
En 2015 consiguió su primera norma de Maestro Internacional (segunda contando la de Gran Maestro) al proclamarse campeón del Magistral Internacional de ajedrez de Alcossebre.
En 2016 consiguió su segunda norma de Maestro Internacional (tercera contando la de Gran Maestro) en el subcampeonato en el Cerrado Internacional de ajedrez de Moncada.